# Alexander Scholz
Alexander Scholz, né le 24 octobre 1992 à Copenhague au Danemark, est un footballeur danois. Il évolue au poste de défenseur central au FC Tokyo.

## Biographie

### Vejle BK
Né à Copenhague au Danemark, Alexander Scholz est formé par le Hedensted IF (en), puis par le Vejle BK où il commence sa carrière professionnelle, alors que le club évolue en deuxième division danoise. Il joue son premier match contre AB Copenhague et prendra part à 17 matchs.

### Ungmennafélagið Stjarnan
En 2012, il quitte son pays natal et réalise un bref passage dans le club islandais d'Ungmennafélagið. Grâce à ses bons matchs, il sera repéré par l'ancien international islandais Arnar Grétarsson qui le renseignera au KSC Lokeren.

### KSC Lokeren
En novembre 2012, il rejoint le club belge du KSC Lokeren, équipe évoluant en première division. Il inscrit son premier but en Jupiler League le 17 août 2013 lors d'un match face au RC Genk.

### Standard de Liège
Le 15 janvier 2015, le RSC Anderlecht annonce avoir un accord de principe avec Lokeren pour l'achat définitif du joueur. Le joueur, en revanche, veut rejoindre le Standard qui trouve un accord le 19 janvier avec Lokeren et dribble son rival anderlechtois. Il marque son premier but pour le Standard le dimanche 27 novembre 2016 contre Zulte-Waregem. Il est capitaine depuis le retrait du brassard de Trebel lors du match du 27 décembre 2016 à Saint-Trond. Mais le Danois perd peu à peu sa place dans l'effectif liégeois.

### FC Bruges
Le 29 janvier 2018, Scholz signe un contrat de 3,5 ans au Club de Bruges pour une somme d'environ 1,5 million d'euros.

### FC Midtjylland
En août 2018, il quitte le FC Bruges pour le club danois FC Midtjylland où il a signé un contrat de 5 ans.

### Urawa Red Diamonds
Lors de l'été 2021, Alexander Scholz rejoint le Japon afin de s'engager en faveur du Urawa Red Diamonds. Le transfert est annoncé dès le 31 mai 2021.

## Palmarès
- KSC Lokeren
  - Coupe de Belgique
    - Vainqueur : 2014
- Standard de Liège
  - Coupe de Belgique
    - Vainqueur : 2016
- Club Bruges KV
  - Championnat de Belgique
    - Champion : 2018